# Taha al-Hashimi

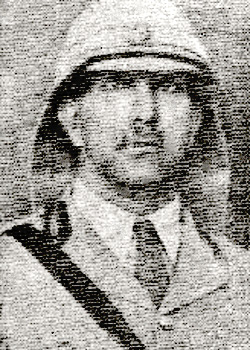

Taha al-Hashimi (1888–1961) serviu brevemente como primeiro-ministro do Iraque, durante dois meses, de 1 de fevereiro de 1941 a 1 de abril de 1941. Ele foi nomeado primeiro-ministro pelo regente, 'Abd al-Ilah, após a primeira derrubada do governo pró-Eixo de Rashid Ali al-Kaylani durante a Segunda Guerra Mundial. Quando Abdul-Illah fugiu do país, temendo uma tentativa de assassinato, Hashimi renunciou, e o governo foi revertido a Kaylani. Seu irmão mais novo, Yassin al-Hashimi, tinha sido primeiro-ministro iraquiano entre 1924 e 1936.